# Pylons

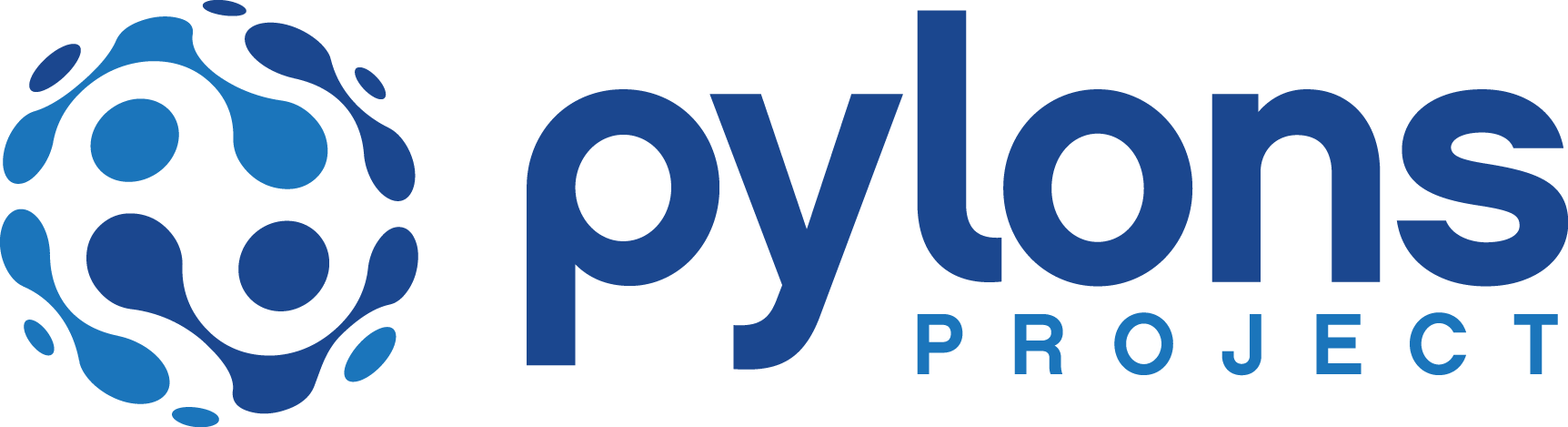
Pylons 프로젝트 로고

Pylons 프로젝트는 파이썬으로 작성된 웹 애플리케이션 기술들을 개발하는 오픈 소스 조직이다. 처음에 이 프로젝트는 Pylons라는 이름의 단일 웹 프레임워크였으나 repoze.bfg 프레임워크와 병합된 이후 새로운 이름 "피라미드"(Pyramid)라는 이름이 탄생하였으며 이 Pylons 프로젝트는 현재 여러 개의 관련 웹 애플리케이션 기술들로 구성되어 있다.

## 피라미드
피라미드(Pyramid)는 파이썬으로 작성된 오픈 소스 웹 프레임워크이며 WSGI에 기반을 둔다.

## Pylons 웹 프레임워크
Pylons 프레임워크는 파이썬으로 작성된 오픈 소스 웹 애플리케이션 프레임워크이다.

## 같이 보기
- 장고 (웹 프레임워크)
- 플라스크 (웹 프레임워크)
- Web2py
- 터보기어스
- 토네이도 (웹 서버)

### 참고 문헌
- Gardner, James (January 2009). 《The Definitive Guide to Pylons》. Berkeley, CA: Apress. doi:10.1007/978-1-4302-0534-0. ISBN 978-1-59059-934-1. 2016년 12월 17일에 원본 문서에서 보존된 문서. 2019년 6월 13일에 확인함.